# Felsőbaskóc
Felsőbaskóc (szlovákul: Baškovce) község Szlovákiában, az Eperjesi kerület Homonnai járásában.

## Fekvése
Homonnától 12 km-re, észak-északnyugatra fekszik.

## Története
1410-ben említik először.
A 18. század végén Vályi András így ír róla: „BASKÓCZ. Baskovce. Tót falu Zemplén Vármegyében, földes Ura Gróf Vandernoth Uraság, lakosai katolikusok, fekszik Goronyének szomszédságában, mellynek filiája, termésbéli tulajdonságaira nézve Alsó Ladiszkóczhoz hasonló, második Osztálybéli.”
Fényes Elek 1851-ben kiadott geográfiai szótárában így ír a faluról: „Baskocz, tót falu, Zemplén vármegyében, Göröginye fiókja, 229 kath., 7 zsidó lak., 613 h. szántófölddel, vizimalommal. F. u. gr. Vandernath. Ut. p. Nagymihály.”
Borovszky Samu monográfiasorozatának Zemplén vármegyét tárgyaló része szerint: „Felsőbaskócz, azelőtt Baskócz. Tót kisközség, mindössze 28 házzal és 182 róm. kath. vallású lakossal. Postája Göröginye, távírója és vasúti állomása Homonna. 1450-ben Nagymihályi György, a Sztáray grófok őse bírja. 1506-ban Sempsei Ferencz is részbirtokosa. Az 1598-iki összeírás már a Drugethek birtokának tudja a községet, mely akkoriban Baskovcze tót néven is szerepel. A XVIII. század végén a Drugethek utódai a Van Dernáth grófok voltak, kiket a birtoklásban a Klobusitzkyak követnek. Most idegen kézen van. A községben nincs templom.”
1920 előtt Zemplén vármegye Homonnai járásához tartozott.

## Népessége
| Év:            | 1994. | 2004.   | 2014.   | 2024.   |
| -------------- | ----- | ------- | ------- | ------- |
| Emberek száma: | 438   | 426     | 427     | 388     |
| Eltérés:       |       | -2,73 % | +0,23 % | -9,13 % |

| Év:            | 2023. | 2024.   |
| -------------- | ----- | ------- |
| Emberek száma: | 395   | 388     |
| Eltérés:       |       | -1,77 % |

1910-ben 209, túlnyomórészt szlovák lakosa volt.
2001-ben 440 lakosából 438 szlovák volt.
2011-ben 428 lakosából 421 szlovák.

## Nevezetességei
- Szűz Mária tiszteletére szentelt, római katolikus temploma 1968-ban épült.